# Saint-Rambert-en-Bugey
Saint-Rambert-en-Bugey és un municipi francès situat al departament de l'Ain i a la regió d'Alvèrnia-Roine-Alps. L'any 2007 tenia 2.167 habitants.

## Demografia

### Població
El 2007 la població de fet de Saint-Rambert-en-Bugey era de 2.167 persones. Hi havia 916 famílies de les quals 368 eren unipersonals (172 homes vivint sols i 196 dones vivint soles), 200 parelles sense fills, 268 parelles amb fills i 80 famílies monoparentals amb fills.
La població ha evolucionat segons el següent gràfic:
Habitants censats

### Habitatges
El 2007 hi havia 1.242 habitatges, 928 eren l'habitatge principal de la família, 122 eren segones residències i 192 estaven desocupats. 672 eren cases i 556 eren apartaments. Dels 928 habitatges principals, 472 estaven ocupats pels seus propietaris, 425 estaven llogats i ocupats pels llogaters i 32 estaven cedits a títol gratuït; 28 tenien una cambra, 88 en tenien dues, 193 en tenien tres, 299 en tenien quatre i 321 en tenien cinc o més. 502 habitatges disposaven pel capbaix d'una plaça de pàrquing. A 407 habitatges hi havia un automòbil i a 310 n'hi havia dos o més.

### Piràmide de població
La piràmide de població per edats i sexe el 2009 era:
| Homes | Edats   | Dones |
| ----- | ------- | ----- |
| 0     | 95 o +  | 4     |
| 4     | 90 a 94 | 20    |
| 8     | 85 a 89 | 48    |
| 32    | 80 a 84 | 44    |
| 36    | 75 a 79 | 64    |
| 48    | 70 a 74 | 100   |
| 32    | 65 a 69 | 76    |
| 44    | 60 a 64 | 40    |
| 36    | 55 a 59 | 36    |
| 64    | 50 a 54 | 24    |
| 56    | 45 a 49 | 72    |
| 56    | 40 a 44 | 80    |
| 80    | 35 a 39 | 84    |
| 68    | 30 a 34 | 64    |
| 64    | 25 a 29 | 64    |
| 52    | 20 a 24 | 45    |
| 80    | 15 a 19 | 56    |
| 64    | 10 a 14 | 84    |
| 40    | 5 a 9   | 72    |
| 44    | 0 a 4   | 56    |

## Economia
El 2007 la població en edat de treballar era de 1.289 persones, 930 eren actives i 359 eren inactives. De les 930 persones actives 810 estaven ocupades (444 homes i 366 dones) i 120 estaven aturades (56 homes i 64 dones). De les 359 persones inactives 105 estaven jubilades, 87 estaven estudiant i 167 estaven classificades com a «altres inactius».

### Ingressos
El 2009 a Saint-Rambert-en-Bugey hi havia 927 unitats fiscals que integraven 2.040 persones, la mediana anual d'ingressos fiscals per persona era de 15.348 €.

### Activitats econòmiques
Dels 111 establiments que hi havia el 2007, 1 era d'una empresa extractiva, 7 d'empreses alimentàries, 7 d'empreses de fabricació d'altres productes industrials, 20 d'empreses de construcció, 28 d'empreses de comerç i reparació d'automòbils, 7 d'empreses de transport, 11 d'empreses d'hostatgeria i restauració, 1 d'una empresa d'informació i comunicació, 4 d'empreses financeres, 1 d'una empresa immobiliària, 3 d'empreses de serveis, 13 d'entitats de l'administració pública i 8 d'empreses classificades com a «altres activitats de serveis».
Dels 37 establiments de servei als particulars que hi havia el 2009, 1 era una oficina d'administració d'Hisenda pública, 1 gendarmeria, 1 oficina de correu, 3 oficines bancàries, 1 funerària, 1 taller de reparació d'automòbils i de material agrícola, 1 autoescola, 4 paletes, 2 guixaires pintors, 4 fusteries, 4 lampisteries, 3 electricistes, 5 perruqueries, 5 restaurants i 1 saló de bellesa.
Dels 12 establiments comercials que hi havia el 2009, 1 era un hipermercat, 3 botiges de menys de 120 m², 3 fleques, 2 carnisseries, 1 una peixateria, 1 una botiga d'electrodomèstics i 1 una joieria.
L'any 2000 a Saint-Rambert-en-Bugey hi havia 14 explotacions agrícoles que ocupaven un total de 264 hectàrees.

## Equipaments sanitaris i escolars
El 2009 hi havia 1 un hospital de tractaments de llarga durada i 1 farmàcia.
El 2009 hi havia 2 escoles elementals. Saint-Rambert-en-Bugey disposava d'un col·legi d'educació secundària amb 216 alumnes.

## Poblacions més properes
El següent diagrama mostra les poblacions més properes.